# Mission de consolidation de la paix en Centrafrique

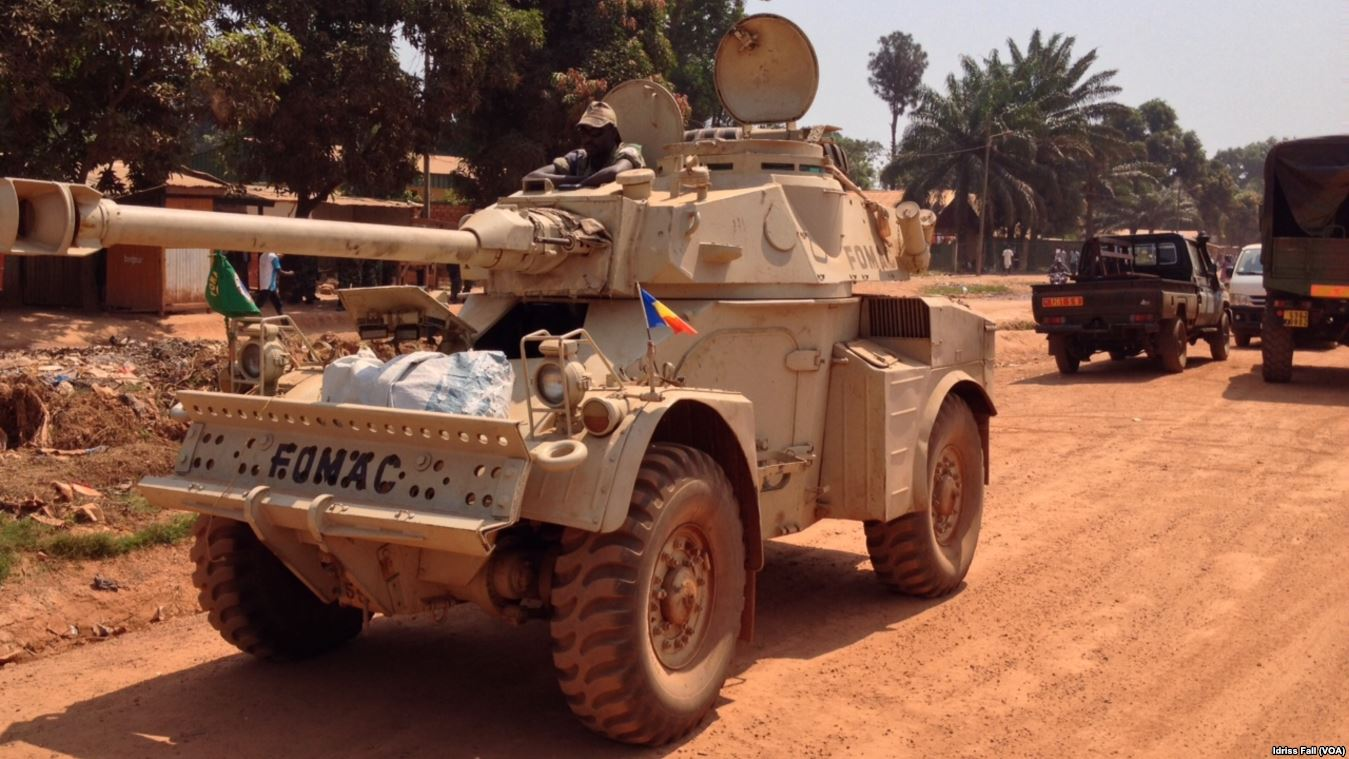
Un blindé Panhard AML (Eland) tchadien de la FOMAC, le 22 décembre 2013, à Bangui.

La Mission de consolidation de la paix en Centrafrique (MICOPAX) est une mission de la Force Multinationale des États d'Afrique Centrale (FOMAC), sous l'égide de la Communauté Économique des États de l'Afrique Centrale (CEEAC) et bénéficiant du soutien financier et logistique de l’Union Européenne et de la France pour assurer la sécurité des populations de la République centrafricaine. Créée le 26 février 2008, elle a pris fin le 15 décembre 2013.
Elle a été créée pour remplacer la Force multinationale en Centrafrique (FOMUC), sous l'égide de la CEMAC, fondée le 2 octobre 2002.
La MICOPAX a joué un rôle mineur lors de la deuxième guerre civile de Centrafrique en 2012.
Lors de la troisième guerre civile de Centrafrique débutée en 2013, les forces de la MICOPAX ont joué un rôle de protection des civils lors de la bataille de Bossangoa.
La MICOPAX prend fin le 15 décembre 2013, remplacée par la Mission internationale de soutien à la Centrafrique sous conduite africaine (MISCA), pilotée par l'Union africaine, qui sera à son tour remplacée par la Mission multidimensionnelle intégrée des Nations unies pour la stabilisation en Centrafrique (MINUSCA) le 15 septembre 2014.

## Effectifs
Fin octobre 2013, la MICOPAX était composée de 2694 militaires et policiers:
- Cameroun : 500 militaires
- République du Congo : 500 militaires et 173 policiers
- Gabon : 500 militaires et 180 policiers
- Guinée équatoriale : 200 militaires
- Tchad : 610 militaires et 31 policiers